# The Voice in the Fog
The Voice in the Fog é um filme mudo do gênero mistério produzido nos Estados Unidos e lançado em 1915. É atualmente considerado filme perdido.